# Nawęglanie (energetyka)

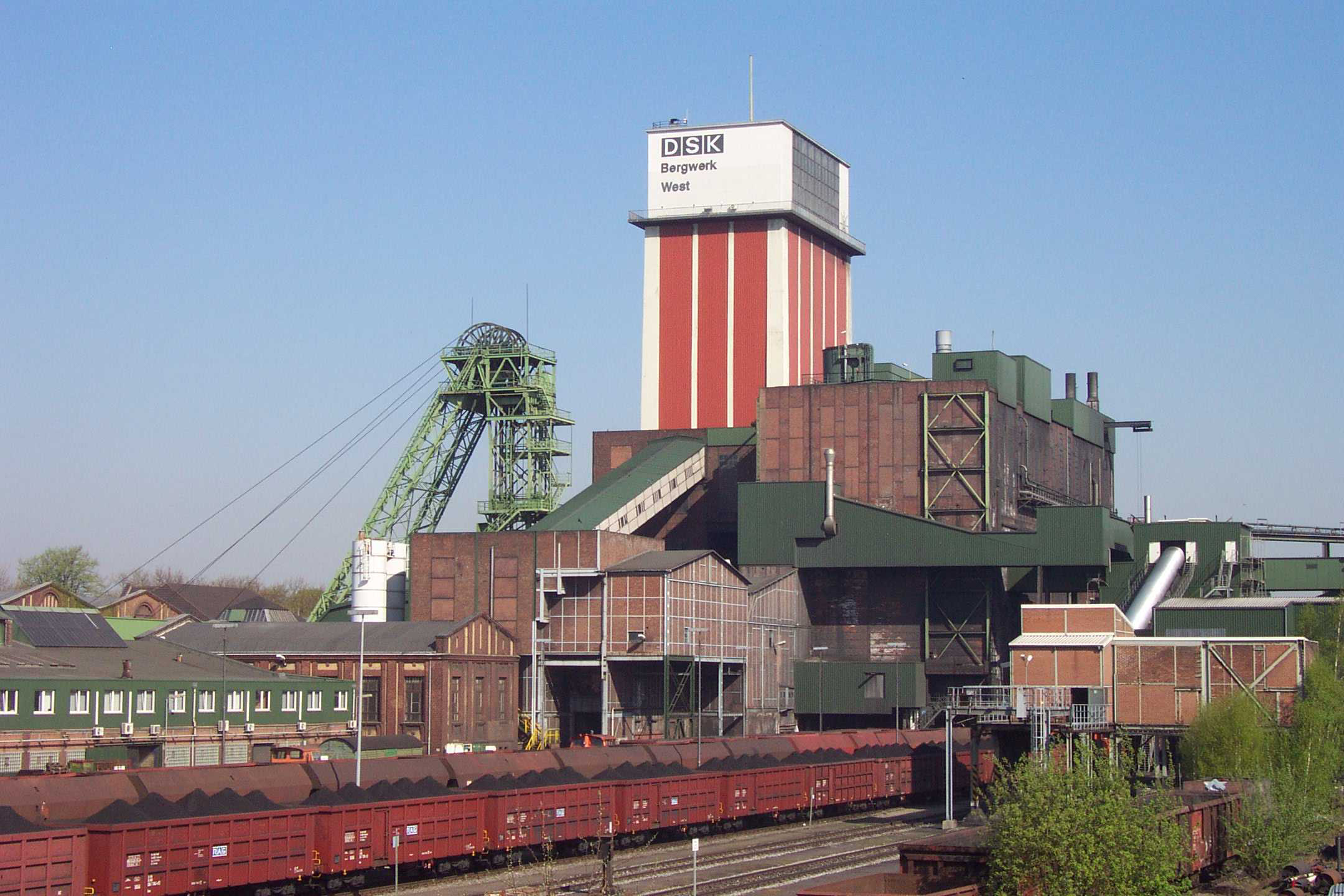
Węgiel z kopalni trafia za pomocą
przenośników taśmowych bezpośrednio na węglarki i jest transportowany koleją do odbiorcy np. do elektrowni. Na fotografii kopalnia West w Niemczech:

Nawęglanie – proces dostarczenia węgla lub innego paliwa stałego do palenisk przemysłowych lub parowozów.
Układ nawęglania elektrowni obejmuje zestaw urządzeń i instalacji pomocniczych służących do: odbioru węgla ze środków transportu zewnętrznego, mechanizacji składowisk węgla, wstępnego przygotowania węgla (sortowanie, kruszenie, mieszanie, uśrednianie) i transportu do zasobników przykotłowych. Najogólniej zespół nawęglania tworzą:
- bocznica lub port (dla barek)
- urządzenia do rozładunku transportu węgla
- składy (magazyny) węgla
- urządzenia transportowe i przeładunkowe na terenie elektrowni
- zasobniki przykotłowe
- urządzenia uzupełniające (wagi, kruszarki itp.)

Na wybór układu nawęglania oraz urządzeń tworzących ten układ ma wpływ wiele czynników, jak: moc elektrowni i charakter jej obciążenia, położenie elektrowni w stosunku do kopalni i terenów zamieszkanych, rodzaj paliwa, koszty budowy i eksploatacji, bezpieczeństwo pracy personelu obsługującego i niezawodność działania. Powoduje to, że poszczególne układy nawęglania mogą różnić się między sobą dość znacznie.

## Literatura
Damazy Laudyn, Maciej Pawlik, Franciszek Strzelczyk Elektrownie, Wydawnictwa Naukowo-Techniczne, Warszawa 1999, 2000, ISBN 83-204-2529-8